# Joseph Torbey
 (septembre 2022).
Joseph Torbey est un banquier libanais.

## Fonctions exercées
Il a été président de l'Union des banques arabes,,. Il fut chef du Département impôt sur le revenu au ministère des Finances de 1970 à 1988.
Il est aussi PDG du Crédit Libanais, banque libanaise internationale, et président de la Ligue maronite de 2007 à 2013.
Il a été élu président de l'Union mondiale des banquiers arabes (WUAB) en 2006.
Il a été président de l'Association des banques du Liban de 2001 à 2005 puis de 2009 à 2013 et enfin de 2015 à 2019,.

## Distinctions
En 2019, il est désigné Banquier arabe de l'année. La même année, il reçoit le trophée Lifetime Achievement Award du groupe Visa international.